# Рожков Ігор Олександрович
Ігор Олександрович Рожков (біл. Ігар Аляксандравіч Ражкоў, нар. 24 червня 1981, Могильов) — білоруський футболіст, півзахисник клубу «Гомель».

## Кар'єра

### Клубна
Почав кар'єру в Могильові, пізніше перейшов в мінське «Динамо», яке як капітан привів до золота чемпіонату 2004.
У 2007—2008 роках грав в Україні за «Кривбас».
У 2009 році повернувся в Білорусь, ставши гравцем солігорського «Шахтаря». Довгий час був гравцем основи гірників, зазвичай виступав на позиції опорного півзахисника. У сезоні 2012 став використовувався як правий захисник, а у 2013 втратив місце в основі.
В лютому 2014 року перейшов в «Білшину». У складі бобруйського клубу став переважно грати на позиції лівого захисника, іноді грав у півзахисті. В січні 2015 року залишив «Білшину».
З лютого 2015 року перебував на перегляді в берестейському «Динамо» і в результаті розпочав у складі цього клубу сезон 2015. Зумів закріпитися в центрі півзахисту динамівців, але по закінченні сезону покинув клуб.
У січні 2016 року став гравцем «Гомеля», який вибув у Першу лігу, і за підсумками сезону 2016 допоміг гомельчанам повернути місце в еліті.

### Міжнародна
Грав за молодіжну збірну до 21 року, в тому числі на чемпіонаті Європи в Німеччині влітку 2004 року.
У 2003 році провів свій єдиний матч за національну збірну проти Узбекистану, де відзначився голом.

## Досягнення
- Золотий призер чемпіонату Білорусі: 2004
- Срібний призер чемпіонату Білорусі (6): 2005, 2006, 2010, 2011, 2012, 2013
- Бронзовий призер чемпіонату Білорусі: 2003
- Володар Кубка Білорусі: 2003
- Переможець Першої ліги чемпіонату Білорусі: 2016

## Статистика виступів
| Сезон       | Дивізіон | Клуб            | Країна | Матчі | Голи |
| ----------- | -------- | --------------- | ------ | ----- | ---- |
| 1999        | Д3       | Дніпро-2        |        | 6     | 1    |
| 1999        | Д2       | Вейна-Діяпро    |        | 10    | 2    |
| 2000        | Д1       | Дніпро-Трансмаш |        | 23    | 1    |
| 2001        | Д1       | Дніпро-Трансмаш |        | 16    | 2    |
| 2002        | Д1       | Дніпро-Трансмаш |        | 26    | 6    |
| 2003        | Д1       | Динамо          |        | 28    | 1    |
| 2004        | Д1       | Динамо          |        | 29    | 2    |
| 2005        | Д1       | Динамо          |        | 23    | 0    |
| 2006        | Д1       | Динамо          |        | 23    | 2    |
| 2006/07 (2) | Д1       | Кривбас         |        | 13    | 0    |
| 2007/08     | Д1       | Кривбас         |        | 17    | 0    |
| 2008/09 (1) | Д1       | Кривбас         |        | 14    | 0    |
| 2009        | Д1       | Шахтар          |        | 20    | 1    |
| 2010        | Д1       | Шахтар          |        | 32    | 1    |
| 2011        | Д1       | Шахтар          |        | 25    | 0    |
| 2012        | Д1       | Шахтар          |        | 23    | 0    |
| 2013        | Д1       | Шахтар          |        | 9     | 0    |
| 2014        | Д1       | Білшина         |        | 28    | 2    |
| 2015        | Д1       | Динамо-Берестя  |        | 24    | 1    |
| 2016        | Д2       | Гомель          |        | 23    | 0    |